# Ockratodityrann
Ockratodityrann (Hemitriccus kaempferi) är en fågel i familjen tyranner inom ordningen tättingar.

## Utseende och läte
Ockratodityrann är en liten (10 cm) och grönaktig flugsnapparliknande fågel. Huvudet är brungrönt med en gråbeige fläck på tygeln och en ljus ögonring runt det bruna ögat. Ovansidan är matt olivgrön och undersidan mer gröngul, med ljusgul strupe och olivgrön anstrykning på bröstet. Stjärten är mörk, liksom vingarna, med gulgrönkantade armpennor, breda gräddgula kanter på tertialerna och två diffusa gulbeige vingband. Lätet består av en snabb och genomträngande serie med upp till fyra nasala "kuít".

## Utbredning och systematik
Fågeln förekommer i sydöstra Brasilien, i östra Santa Catarina. Den behandlas som monotypisk, det vill säga att den inte delas in i några underarter.

### Familjetillhörighet
Arten placeras traditionellt i familjen tyranner. DNA-studier visar dock att Tyrannidae består av fem klader som skildes åt redan under oligocen, pekar på att de skildes åt redan under oligocen, varför vissa auktoriteter behandlar dem som egna familjer. Kämpfertodityrannen med släktingar placeras då i Pipromorphidae.

## Status och hot
Ockratodityrann har en liten världspopulation bestående av uppskattningsvis endast 6 000–12 000 vuxna individer. Den tros också minska i antal till följd av habitatförlust. Den är därför upptagen på internationella naturvårdsunionen IUCN:s röda lista över hotade arter, kategoriserad som sårbar (VU).

## Namn
Fågelns svenska och vetenskapliga artnamn hedrar Emil Kämpfer, tysk samlare av specimen verksam 1926-1931.